# 第一次江陳會談
第一次江陳會談，大陸作、臺灣作，是於2008年6月在北京舉行的兩岸兩會高層會談。由海峽交流基金會董事長江丙坤率領代表團前往北京，與海峽兩岸關係協會會長陳雲林舉行會談，針對兩岸包機及大陸人民來台觀光兩項議題進行協商，並於6月13日正式簽署「海峽兩岸包機會談紀要」及「海峽兩岸關於大陸居民赴台灣旅遊協議」。是1998年第二次辜汪會談之後，兩會之間重新啟動的制度性協商。

## 外部連結
- 財團法人海峽交流基金會 （页面存档备份，存于）
- 海峡两岸关系协会机构